# Любомирівка (Казанківська селищна громада)
Любоми́рівка — село в Україні, у Казанківській селищній громаді Баштанського району Миколаївської області. Населення становить 72 особи.

## З історії
Колишній орган місцевого самоврядування — Веселобалківська сільська рада.